# Hölö
Hölö is een plaats in de gemeente Södertälje in het landschap Södermanland en de provincie Stockholms län in Zweden. De plaats heeft 1199 inwoners (2005) en een oppervlakte van 129 hectare.

## Geboren
- Alice Habsburg (1889-1985), aristocrate, lid van de Armia Krajowa

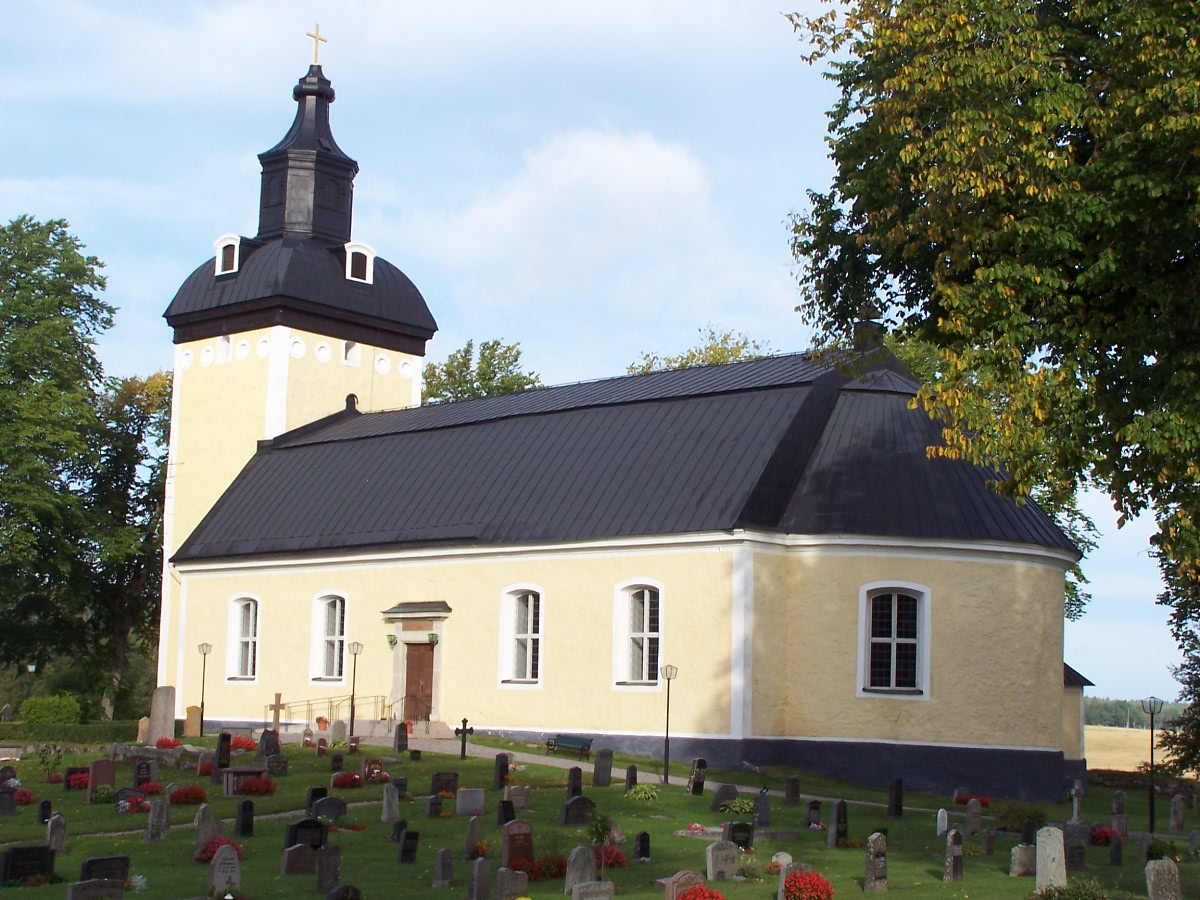
Kerk